# Emsworth (Pennsilvània)
Emsworth és una població dels Estats Units a l'estat de Pennsilvània. Segons el cens del 2000 tenia 2.598 habitants.

## Demografia
Segons el cens del 2000, Emsworth tenia 2.598 habitants, 1.153 habitatges, i 642 famílies. La densitat de població era de 1.759,8 habitants per quilòmetre quadrat.
Dels 1.153 habitatges en un 24,3% hi vivien nens de menys de 18 anys, en un 42,5% hi vivien parelles casades, en un 10% dones solteres, i en un 44,3% no eren unitats familiars. En el 38,7% dels habitatges hi vivien persones soles el 10,9% de les quals corresponia a persones de 65 anys o més que vivien soles. El nombre mitjà de persones vivint en cada habitatge era de 2,17 i el nombre mitjà de persones que vivien en cada família era de 2,94.
Per edats la població es repartia de la següent manera: un 23,7% tenia menys de 18 anys, un 6,6% entre 18 i 24, un 35,3% entre 25 i 44, un 21% de 45 a 60 i un 13,4% 65 anys o més.
L'edat mediana era de 36 anys. Per cada 100 dones de 18 o més anys hi havia 92,9 homes.
La renda mediana per habitatge era de 39.028 $ i la renda mediana per família de 50.333 $. Els homes tenien una renda mediana de 39.702 $ mentre que les dones 24.224 $. La renda per capita de la població era de 19.471 $. Entorn del 2,9% de les famílies i el 5,4% de la població estaven per davall del llindar de pobresa.

## Poblacions properes
El següent diagrama mostra les poblacions més properes.